# الاتفاقية الأنجلو-روسية
الاتفاقية الأنجلو-روسية لعام 1907 (بالروسية: Англо-Русская Конвенция 1907 г.)) أو «الاتفاقية بين المملكة المتحدة وروسيا المتعلقة ببلاد فارس وأفغانستان والتبت»، وُقّعت في 31 أغسطس 1907 في مدينة سانت بطرسبرغ. أنهت هذه الاتفاقية التنافس الطويل بين هاتين القوتين في آسيا الوسطى، وأتاحت لهما تجاوز الخطر الألماني الذي سعى إلى مد سكة حديدية بين برلين وبغداد، مما كان من شأنه أن يُقرب الدولة العثمانية من التحالف مع ألمانيا القيصرية.
أنهت الاتفاقية النزاع الطويل حول بلاد فارس بين الطرفين. وعدت بريطانيا بعدم التدخل في شمال بلاد فارس، واعترفت روسيا بجنوب البلاد ضمن نطاق النفوذ البريطاني. وتعهدت روسيا بعدم التدخل في شؤون التبت وأفغانستان. في المقابل، قدّمت لندن قروضًا ودعمًا سياسيًا محدودًا. شكّلت هذه الاتفاقية خطوة بارزة في العلاقات البريطانية الروسية من خلال ترسيم الحدود التي تُظهر مناطق النفوذ في بلاد فارس وأفغانستان والتبت. أصبحت هذه الاتفاقية لاحقًا جزءًا من مكوّنات الوفاق الثلاثي.

## خلفية تاريخية
أدت التوسعات الروسية في آسيا الوسطى إلى جانب تعزيز الهيمنة البريطانية في جنوب آسيا في الثلث الأخير من القرن التاسع عشر إلى تصاعد حدة التنافس بين القوتين الأوروبيتين. تركزت المصالح المتضاربة في أفغانستان وإيران والتبت، وهي ثلاث مناطق كانت تُعدّ مناطق عازلة بين الإمبراطوريتين. أدّى صعود الإمبراطورية الألمانية كقوة عالمية، إضافة إلى هزيمة روسيا عام 1905 أمام قوة آسيوية ناشئة، وهي إمبراطورية اليابان، في الحرب الروسية اليابانية، إلى إقناع بعض المسؤولين البريطانيين والروس بضرورة تسوية الخلافات الآسيوية القائمة.

جرت محاولات للتقارب خلال ثمانينيات وتسعينيات القرن التاسع عشر، خصوصًا بعد الاحتلال البريطاني لمصر عام 1882، لكن رفض تيار قوي في بريطانيا آنذاك التوصل إلى أي اتفاق مع روسيا. في الفترة التي سبقت الاتفاقية، نوقشت «مسألة المضائق». رأى وزير الخارجية البريطاني، السير إدوارد غراي، أن التقارب مع روسيا يُعد خطوة إيجابية. وفي 20 أكتوبر 1905، خلال الحملة الانتخابية، قال:
«...إذا تقبّلت روسيا، بصدق وود، نيتنا في الحفاظ على ممتلكاتنا الآسيوية بصورة سلمية، فأنا واثق تمامًا من أن أية حكومة في هذا البلد لن تجعل من عرقلة سياسة روسيا في أوروبا هدفًا لها. على العكس، من الضروري للغاية أن تُستعاد مكانة روسيا ونفوذها في مجالس أوروبا».
وفي رسالة لاحقة إلى سفيره في روسيا، السير آرثر نيكلسون، كتب:
«ليس من مهامنا اقتراح تغييرات على شروط معاهدة الدردنيل. أعتقد أن إحداث تعديل في الاتجاه الذي تريده روسيا أمر مقبول، ويجب أن نكون مستعدين لمناقشة هذه المسألة إذا أثارتها روسيا».
في أوائل عام 1907، طرح ألكسندر إيزفولسكي، السفير الروسي في باريس، المسألة، وبدأت المباحثات في لندن مع السفير الروسي الكونت ألكسندر بنكدورف. لا يُعرف الكثير عن تفاصيل هذه المفاوضات، لكن يبدو أن اقتراحًا قد طُرح يُفيد بأن «يُسمح لروسيا بالخروج الحر من البحر الأسود عبر المضائق، على أن يكون من حق الدول الأخرى إرسال سفنها الحربية إلى المضائق دون الدخول إلى البحر الأسود»، إضافة إلى الحديث عن «احتلال روسيا للبوسفور وبريطانيا للدردنيل، وبعد ذلك تُفتح المضائق أمام باقي السفن الحربية». لم تؤدِ تلك المناقشات إلى نتائج ملموسة في ذلك الوقت.

### صعود ألمانيا
في 20 مايو 1882، وقّعت ألمانيا على التحالف الثلاثي مع إيطاليا والنمسا-المجر، مما عزز من مكانتها الصناعية والسياسية في الساحة الدولية. شهدت ألمانيا زيادة حادة في إنتاجها العسكري منذ أوائل القرن العشرين حتى اندلاع الحرب العالمية الأولى. سعى أوتو فون بسمارك، في ظل الدولة الألمانية الموحدة، إلى توسيع النفوذ الألماني عالميًا، ووصل بالبلاد إلى ذروة قوتها.
رغم عداء بريطانيا وروسيا للمشاريع الألمانية في المنطقة، فإن أطراف التحالف الثلاثي كانوا بدورهم يعارضون النفوذ الأنجلو-روسي في آسيا. من ثمّ، أصبح التوسع العسكري والإقليمي الوسيلة التي اعتمدت عليها ألمانيا لإثبات مكانتها في النظام الدولي. ورغم أن اهتمام ألمانيا بمنطقة الشرق الأوسط كان ذا أهمية ثانوية مقارنة بأولوياتها الأوروبية، فقد استُخدم هذا الاهتمام وسيلة للضغط على القوى الغربية من خلال استغلال التنافس بينها. توغلت ألمانيا بهدوء في أراضي الدولة العثمانية دون أن تُظهر طموحات استعمارية صريحة في المنطقة.

### الاضطرابات في بلاد فارس
في عام 1905، تصاعد النشاط الثوري في طهران، ما أجبر الشاه على قبول دستور جديد، والسماح بتشكيل مجلس برلماني، وإجراء انتخابات. قاد الثورة شخصيات ذات توجهات علمانية، ما أدى إلى انقسامات داخل المؤسسة الدينية لصالح النظام الملكي. لم تؤيد الحكومتان البريطانية والروسية الترتيبات السياسية الجديدة، التي اعتُبرت ليبرالية وغير مستقرة، وفضّلتا نظامًا دُمى مستقرًا يسمح بمنح الامتيازات الأجنبية ويخدم مصالحهما في المنطقة.
لتحقيق أهدافهما في بلاد فارس، ناقشت الحكومتان البريطانية والروسية تقسيم البلاد إلى ثلاث مناطق. نص الاتفاق على «تخصيص الشمال، بما في ذلك أصفهان، لروسيا؛ والجنوب الشرقي، خاصة كرمان وسيستان وبلوشستان، لبريطانيا؛ وتحديد المنطقة المتبقية كمنطقة محايدة». عزّز هذا التقسيم سيطرة القوتين على مصالحهما الإقليمية والاقتصادية، وسهّل استمرار تدخلهما في النظام السياسي الفارسي.
بمساعدة خارجية، جرى إضعاف قوى الثورة من خلال مزيج من الأنشطة الأوروبية والملكية. أدركت الحكومة الفارسية بسرعة أن التحالف الأنجلو-روسي يُمثل تهديدًا أكبر لسيادة إيران مقارنة بتنافس القوتين. ونتيجة لذلك، وُقّع الاتفاق بين بريطانيا وروسيا في عام 1907 لتنظيم مصالحهما السياسية والاقتصادية.